# La cultura de la basura
La cultura de la basura es el tercer álbum del grupo musical chileno Los Prisioneros, lanzado el 3 de diciembre de 1987. Existen dos versiones de este álbum: la chilena, que tiene 14 canciones y que originalmente sólo se editó en formato casete, vinilo y en los 90 se reeditó en CD. La segunda es la edición latinoamericana, lanzada en 1988 en Perú, Bolivia, Colombia y Venezuela y que incluye el sencillo «We are sudamerican rockers» y tiene 10 canciones, la mayoría de ellas están remezcladas o son nuevas versiones de la edición chilena. En Ecuador en 1988 se lanzó una edición en vinilo con temas diferentes.
El nombre del disco hace referencia a la cultura neoliberal [cita requerida] que se había impuesto en Chile durante los años 1980 de la mano del discurso de éxito económico que presentaba la dictadura militar de la época. El título, sin embargo, no explica si es una crítica abierta o si, por el contrario, es un retrato de esta cultura considerada "basura". Esta última idea cobra fuerza cuando el vocalista Jorge González, en una entrevista realizada en Perú, aseguró que muchas partes de la canción «La cultura de la basura» no son irónicas y que, de hecho, le gusta Raphael y otros artistas populares que menciona.
Los sencillos promocionales de este disco son: «We are sudamerican rockers», «Maldito sudaca», «Lo estamos pasando muy bien», «Que no destrocen tu vida» y «Pa pa pa». Las tres primeras canciones tuvieron un videoclip promocional.

## Historia
A dos años del éxito obtenido por su anterior disco, Pateando piedras del año 1985, el grupo adquirió aún más popularidad en Chile. Jorge González decidió que el siguiente disco se iba a llamar La cultura de la basura y, a partir del título, comenzaron las ideas que se concretarían en las primeras maquetas o demos del disco. 
En este disco se incorporan canciones creadas por Claudio Narea (guitarrista) y Miguel Tapia (baterista) -ya que en el anterior álbum Jorge González fue el único compositor y letrista-, de las que destaca «Lo estamos pasando muy bien», compuesta y cantada en su versión original por Narea.
Entre los demos descartados para el álbum, Los Prisioneros grabaron un siniestro spoken word titulado «Lo estamos pasando muy mal», sobre un agente de los servicios de represión de la dictadura militar chilena (DINA y/o CNI), que narraba en primera persona su misión de asesinar a un opositor a la dictadura. Cuando Max Quiroz (ejecutivo de EMI) escuchó la canción, le dijo a Alejandro Lyon: «Viejo, si esto lo sacamos, nos vamos todos a la cárcel». Este tema junto a «Ustedes dos», se publicaron en el recopilatorio Ni por la razón, ni por la fuerza (1996). «San Miguel», canción publicada en el álbum Los Prisioneros (2003), también fue compuesta por Jorge González en 1987, pero ni Miguel Tapia ni Claudio Narea mostraron interés en incluirla en el disco La cultura de la basura. 16 años más tarde, Marco González, hermano de Jorge, le recordó a él la melodía de la canción, grabándola y publicándola en el álbum homónimo de Los Prisioneros en 2003.
Quizás lo más importante de La cultura de la basura fue su temática, completamente crítica y directa hacia la dictadura de Augusto Pinochet, que por esos años ya estaba llegando a su fin. Así, la canción «Poder elegir» marca este ámbito de manera precisa. Debido a esta postura, Los Prisioneros fueron vetados y censurados por los militares, cerrándoseles así las puertas para poder realizar eventos en gran parte del país. Asimismo, los medios de comunicación destacaban a Los Prisioneros como “nocivos para la juventud”.[cita requerida]
Pese a su censura y a las pocas presentaciones de difusión del disco, varias de sus canciones fueron muy conocidas y alcanzaron a ser verdaderos clásicos del grupo, tales como «Maldito sudaca», «Que no destrocen tu vida», «La cultura de la basura», «Lo estamos pasando muy bien», «Pa pa pa» y «We are sudamerican rockers».
Fue grabado en los estudios Fusión perteneciente a su amigo y mánager Carlos Fonseca. La grabación y mezcla de la música estuvo a cargo de Alejandro Lyon y Antonio Gildemeister, la coordinación general fue de Máximo Quiroz, los productores fueron los mismos integrantes de la banda y el diseño gráfico fue responsabilidad de Jacqueline Fresard.

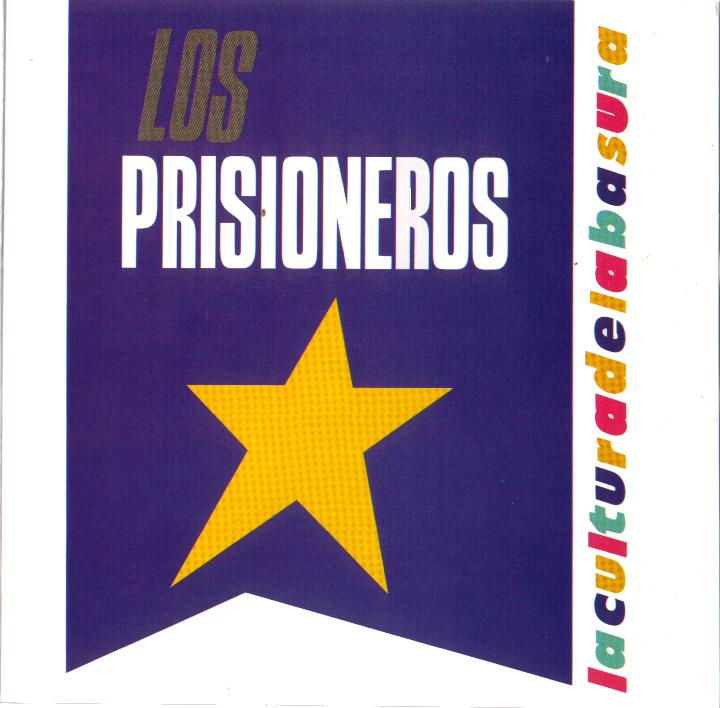
Portada de la cultura de la basura versión chilena

Debido a la gran censura que afectó al grupo, éste se centró casi completamente en difundir su música hacia el resto de Hispanoamérica, internacionalizándose de algún modo. Así, Los Prisioneros crearon una edición hispanoamericana del disco La cultura de la basura, cambiando las estructuras de algunas canciones, e incorporando el que sería uno de sus más grandes éxitos: la canción «We are sudamerican rockers». El videoclip de esta última canción llegaría a ser el primero emitido por la cadena MTV Latinoamérica. 
En la edición hispanoamericana existe una nueva versión de «Lo estamos pasando muy bien», cantada por Jorge González y que posteriormente sería incluida en el recopilatorio Ni por la razón, ni por la fuerza y en ediciones de discos de grandes éxitos de la banda.
En 1991 fue editado por primera vez en CD remasterizado por el Ingeniero en Sonido David Uribe, luego en 1995 en CD y Casete remasterizado por el músico Carlos Cabezas. En 2010 el álbum fue remasterizado nuevamente por David Uribe en vinilo junto con Pateando piedras, La voz de los '80 y Corazones en el aniversario de los 25 años. En 2013 fue reeditada la misma versión de 1995 pero con una menor calidad en la imagen de las carátulas.

## Instrumentos
Sintetizadores:
- Casio CZ 101
- Casio CZ 1000
- Casio CZ 5000

Samplers:
- Emu Emax I
- Emu Emulator I
- Emu Emulator II

Batería electrónica:
- Simmons SDS 9

Caja de ritmos:
- Yamaha RX-11
- Casio RZ-1

Guitarras y bajo:
- Yamaha Motion MB II
- Fender Lead I
- Fender Telecaster Deluxe 72'

## Lista de canciones

### Versión chilena
Todas las canciones escritas y compuestas por Jorge González, excepto donde se indique.. 
| Lado A |                            |                         |          |  |
| N.º    | Título                     | Vocalista principal     | Duración |  |
| 1.     | «Somos sólo ruido» (Narea) | Tapia                   | 1:23     |  |
| 2.     | «La cultura de la basura»  | González                | 3:13     |  |
| 3.     | «Que no destrocen tu vida» | González                | 4:17     |  |
| 4.     | «Usted y su ambición»      | González                | 3:54     |  |
| 5.     | «Cuando te vayas»          | González                | 4:57     |  |
| 6.     | «Jugar a la guerra»        | González                | 4:41     |  |
| 7.     | «Algo tan moderno» (Tapia) | Tapia                   | 5:03     |  |
| 8.     | «Maldito sudaca»           | González, Narea y Tapia | 2:25     |  |
| 27:46  |                            |                         |          |  |

| Lado B |                                             |                     |          |  |
| N.º    | Título                                      | Vocalista principal | Duración |  |
| 9.     | «Lo estamos pasando muy bien» (Narea-Tapia) | Narea               | 6:02     |  |
| 10.    | «Él es mi ídolo»                            | González            | 4:21     |  |
| 11.    | «El vals» (Narea)                           | Narea               | 3:12     |  |
| 12.    | «Otro día»                                  | González            | 4:39     |  |
| 13.    | «Pa pa pa»                                  | González            | 3:31     |  |
| 14.    | «Poder elegir»                              | González            | 8:01     |  |
| 28:46  |                                             |                     |          |  |

### Versión latinoamericana
Todas las canciones escritas y compuestas por Jorge González, excepto donde se indique. 
| N.º   | Título                                      | Versión                                         | Duración |  |
| 1.    | «We are sudamerican rockers»                | Canción exclusiva de la edición latinoamericana | 3:36     |  |
| 2.    | «Que no destrocen tu vida»                  | Regrabación                                     | 4:17     |  |
| 3.    | «Pa pa pa»                                  | Regrabación                                     | 3:20     |  |
| 4.    | «Cuando te vayas»                           | Misma versión que en la edición chilena         | 4:54     |  |
| 5.    | «Maldito sudaca»                            | Remezcla                                        | 2:23     |  |
| 6.    | «Lo estamos pasando muy bien» (Tapia-Narea) | Regrabación, cantada por Jorge González.        | 5:40     |  |
| 7.    | «De la cultura de la basura»                | Misma versión que en la edición chilena         | 3:10     |  |
| 8.    | «Él es mi ídolo»                            | Remezcla                                        | 4.47     |  |
| 9.    | «Usted y su ambición»                       | Remezcla                                        | 3:48     |  |
| 10.   | «Jugar a la guerra»                         | Regrabación                                     | 3:29     |  |
| 39:35 |                                             |                                                 |          |  |

### Versión ecuatoriana
Todas las canciones escritas y compuestas por Jorge González, excepto donde se indique. 
| N.º   | Título                                                | Versión                                 | Duración |  |
| 1.    | «La Cultura de la Basura»                             | Misma versión que en la edición chilena | 3:07     |  |
| 2.    | «El es mi ídolo»                                      | Misma versión que en la edición chilena | 4:18     |  |
| 3.    | «Por Favor»                                           | Versión del disco amarillo del 88       | 3:15     |  |
| 4.    | «Pa pa pa»                                            | Misma versión que en la edición chilena | 3:29     |  |
| 5.    | «Latinoamérica es un pueblo al sur de Estados Unidos» | Versión del disco amarillo del 88       | 4:22     |  |
| 6.    | «Maldito sudaca»                                      | Misma versión que en la edición chilena | 2:16     |  |
| 7.    | «Mentalidad televisiva»                               | Versión de La voz de los '80            | 4:20     |  |
| 8.    | «Usted y su ambición»                                 | Misma versión que en la edición chilena | 3:46     |  |
| 9.    | «Que no destrocen tu vida»                            | Misma versión que en la edición chilena | 4:12     |  |
| 10.   | «Lo estamos pasando muy bien» (Narea-Tapia)           | Misma versión que en la edición chilena | 5:10     |  |
| 37:35 |                                                       |                                         |          |  |

## Créditos
- Jorge González
- Claudio Narea
- Miguel Tapia